# Circonscription d'Enticho
La circonscription de d'Enticho est une des 38 circonscriptions législatives de l'État fédéré du Tigré, elle se situe dans la Zone centre. Son représentant actuel est Ka Has Weldemariyam Weneh.